# Everything I Own

Everything I Own est une chanson écrite par David Gates. À l’origine elle a été enregistrée par le groupe de rock de Gates, Bread, sur leur album Baby I’m-a Want You sorti en 1972.
Cette version originale atteint la 5e place au palmarès Billboard Hot 100 américain. Billboard attribua à la chanson la 52e place pour l’année 1972.

## Version deKen Boothe
La version reggae de la chanson Everything I Own par l’artiste jamaïcain Ken Boothe en 1974 était incluse sur son album du même nom, Everything I Own, produit par Trojan Records. Il atteint la première place du classement des singles au Royaume-Uni le 26 octobre 1974, et resta au sommet du classement pendant trois semaines.

### Participants[2]
- Ken Boothe - Chanteur
- Lloyd Parks - Guitare basse
- Federal Soul Givers
- Paul Douglas alias Paul Williams - Batterie (instrument)
- Buddy Davidson & George Raymond - Ingénieur du son
- Willie Lindo - Guitare
- Lloyd Charmers - Producteur, Orgue, Piano et Percussions (musique)

## Version deBoy George
La version par Boy George atteint la première place du classement des singles au Royaume-Uni et y resta pendant deux semaines en mars 1987, devenant son premier hit et unique titre numéro un au Royaume-Uni en tant qu’artiste solo. Ce fut également son premier titre solo après son départ de son groupe, Culture Club. Redevable à la version de Ken Boothe, le doux style reggae fait penser au hit de ses débuts avec Culture Club, Do You Really Want to Hurt Me.

## Autres versions (artistes)
1972: Andy Williams 1972: Olivia Newton-John 1974: Cilla Black 1982: Crystal Gayle 1993: Remingtons 1994: Shirley Bassey 1998: N'Sync 2002: Edison Lighthouse 2003: Augustus Pablo 2005: Tarnation (Band) 2006: Rod Stewart 2006: Jason Mraz feat. Chrissie Hynde (The Joker/Everything I Own) 2008: Nicole Scherzinger 2009: Susanna Hoffs 2013: Boyzone 2013: Jim Brickman 2019: Marc Engelhard